# Clytrasoma laysi
Clytrasoma laysi es un insecto coleóptero de la familia Chrysomelidae.
Fue descrita científicamente por primera vez en 2002 por Medvedev.